# Йорктаун (Індіана)
Йорктаун (англ. Yorktown) — місто (англ. town) в США, в окрузі Делавер штату Індіана. Населення — 11 548 осіб (2020).

## Географія
Йорктаун розташований за координатами 40°11′39″ пн. ш. 85°28′30″ зх. д. / 40.19417° пн. ш. 85.47500° зх. д. (40.194178, -85.474996).  За даними Бюро перепису населення США в 2010 році місто мало площу 22,95 км², з яких 22,74 км² — суходіл та 0,21 км² — водойми. В 2017 році площа становила 83,32 км², з яких 82,70 км² — суходіл та 0,62 км² — водойми.

## Демографія
Згідно з переписом 2010 року, у місті мешкало 9405 осіб у 3648 домогосподарствах у складі 2726 родин. Густота населення становила 410 осіб/км².  Було 3929 помешкань (171/км²).
Расовий склад населення:
| - 95,3 % — білих - 1,6 % — чорних або афроамериканців - 1,5 % — азіатів - 0,2 % — корінних американців |

До двох чи більше рас належало 1,0 %. Частка іспаномовних становила 1,3 % від усіх жителів.
За віковим діапазоном населення розподілялося таким чином: 25,7 % — особи молодші 18 років, 57,3 % — особи у віці 18—64 років, 17,0 % — особи у віці 65 років та старші. Медіана віку мешканця становила 41,2 року. На 100 осіб жіночої статі у місті припадало 90,5 чоловіків;  на 100 жінок у віці від 18 років та старших — 88,0 чоловіків також старших 18 років.
Середній дохід на одне домашнє господарство  становив 76 537 доларів США (медіана — 59 833), а середній дохід на одну сім'ю — 89 096 доларів (медіана — 72 035). Медіана доходів становила 49 316 доларів для чоловіків та 34 307 доларів для жінок. За межею бідності перебувало 5,3 % осіб, у тому числі 4,8 % дітей у віці до 18 років та 4,3 % осіб у віці 65 років та старших.
Цивільне працевлаштоване населення становило 5364 особи. Основні галузі зайнятості: освіта, охорона здоров'я та соціальна допомога — 36,4 %, виробництво — 12,9 %, роздрібна торгівля — 11,4 %, науковці, спеціалісти, менеджери — 10,6 %.